# Ectropothecium flavo-viride
Ectropothecium flavo-viride är en bladmossart som beskrevs av Mitten 1869. Ectropothecium flavo-viride ingår i släktet Ectropothecium och familjen Hypnaceae. Inga underarter finns listade i Catalogue of Life.